# Szimnica
Szimnica (macedónul: Симница, albánul Simnica) település Észak-Macedóniában, a Pologi körzet Gosztivari járásában.

## Népesség
| Lakosok száma | 701  | 746  | 753  | 932  | 789  | 1    | 445  | 430  | 183  |
|               | 1948 | 1953 | 1961 | 1971 | 1981 | 1991 | 1994 | 2002 | 2021 |

2002-ben 430 lakosa volt, akik közül 424 albán és 6 egyéb.